# Dirades integra
Dirades integra är en fjärilsart som beskrevs av W. Warren 1897. Dirades integra ingår i släktet Dirades och familjen Uraniidae. Inga underarter finns listade i Catalogue of Life.